# One Piece (temporada 13)
La tretzena temporada de One Piece, titulada "Impel Down" (en japonès: インペル ダウン) va ser produïda per Toei Animation i dirigida per Hiroaki Miyamoto. La temporada, a l'igual que les anteriors, està basada en el manga del mateix nom d'Eiichiro Oda. La temporada comprèn les aventures explicades entre els volums 54 i 56 del manga.
Originalment, l'emissió de la temporada va estar a mans de Fuji Television i va ser emesa des del 18 d'octubre de 2009 fins al 20 de juny de 2010. La temporada compta amb un total de 35 (422–456) episodis.

## Episodis
| # | Nº en temporada | Títol en català | Data d'estrena al Japó | Data d'estrena a Catalunya |
| --- | --------------- | --- | ---------------------- | -------------------------- |
| 422 | 1               | La infiltració mortal! La presó submergida d'Impel Down! Kesshi no Sennyū! Kaitei Kangoku Inperu Daun Sennyū (決死の潜入！海底監獄インペルダウン潜入)                            | 18 d'octubre de 2009   | 4 de maig de 2013          |
| Al Quarter General de l'Armada la tensió va augmentant a mesura que s'acosta l'execució pública de l'Ace, que confessa al vicealmirall Garp que es considera fill d'en Barbablanca. L'Alvida explica als homes d'en Buggy que se serà impossible rescatar el seu capità d'Impel Down. Mentrestant, la Hancock arriba a la presó amb en Ruffy i es troba amb en Hannyabal.                              |                 | |                        |                            |
| 423 | 2               | Trobada a l'infern? L'home que va menjar la fruita del diable del desmembrament! Jigoku de Saikai!? Bara Bara no Mi no Nōryokusha! (地獄で再会！？バラバラの実の実力者！)        | 25 d'octubre de 2009   | 4 de maig de 2013          |
| En Ruffy, lluny dels seus amics, aconsegueix entrar a Impel Down per salvar el seu germà Ace, capturat per l'Armada. Els mateixos presoners d'Impel Down informen en Ruffy que l'Ace és al nivell 5 de la presó, però aviat s'adonarà que si en vol sortir amb vida haurà d'unir forces amb en Buggy, que també intenta fugir de la presó.                                                             |                 | |                        |                            |
| 424 | 3               | El pas per l'infern clandestí! El pla d'en Buggy per crear el caos! Yabure! Guren Jigoku - Bagī no Dohade Daisakusen (破れ！紅蓮地獄 バギーのド派手大作戦)                       | 1 de novembre de 2009  | 5 de maig de 2013          |
| En Buggy accedeix a col·laborar amb en Ruffy per sortir de la presó a canvi d'una pista per trobar el tresor del capità John. Aviat arriben al nivell 1, conegut com l'infern carmesí, on en Buggy explica que coneix un camí per fugir-ne i que els durà cap al nivell 2, l'infern de les bèsties salvatges. Mentrestant, la Hancock es reuneix amb el carceller en cap Magellan.                     |                 | |                        |                            |
| 425 | 4               | L'home més fort de la presó! Apareix en Magellan, l'home verinós! Kangoku Saikyō no Otoko! Doku Ningen Mazeran Tōjō (監獄最強の男！毒人間マゼラン登場)                           | 8 de novembre de 2009  | 5 de maig de 2013          |
| Mentre en Ruffy i en Buggy continuen al nivell 2 enfrontant-se a tota mena de monstres salvatges, la Boa Hancock es troba amb el carceller en cap Magellan, un home verinós amb l'habilitat de la fruita del diable verí, verí. Al Quarter General de l'Armada en Sengoku s'assabenta que en Ruffy és viu i ha aconseguit infiltrar-se a Impel Down.                                                   |                 | |                        |                            |
| 426 | 5               | Episodi especial relacionat amb la pel·lícula: L'ambició del lleó daurat mou fitxa! Eiga Rendō Supesharu - Ugokidasu Kinjishi no Yabō (映画連動特別編 動き出す金獅子の野望)      | 15 de novembre de 2009 | 11 de maig de 2013         |
| És el primer cop que algú aconsegueix infiltrar-se a la presó d'Impel Down. Es tracta d'en Ruffy, Barret de Palla, però fa vint anys hi va haver un home que va aconseguir escapar-ne tallant-se les cames. Aquest home llegendari és el capità pirata Shiki, el Lleó Daurat, que ara s'ha posat en contacte amb els pirates Amigo.                                                                    |                 | |                        |                            |
| 427 | 6               | Episodi especial relacionat amb la pel·lícula: Blue Petit en perill! Eiga Rendō Supesharu - Nerawareta Ritoru Īsuto Burū (映画連動特別編 狙われた小さな東の海)                   | 22 de novembre de 2009 | 11 de maig de 2013         |
| En Ruffy i els seus amics acaben d'arribar a l'illa de Kansorn a coll d'un escarabat gegant que es diu Hèrcules i que se'ls ha aparegut de cop enmig del mar. Allà hi viuen una nena que odia els pirates, la Yoko, l'escarabat gegant que guarda l'illa i un munt de gent vinguda de l'East Blue. Mentrestant, els pirates Amigo, sota les ordres del pirata Shiki, també es dirigeixen cap a l'illa. |                 | |                        |                            |
| 428 | 7               | Episodi especial relacionat amb la pel·lícula: L'atac ferotge dels pirates Amigo! Eiga Rendō Supesharu - Amīgo Kaizokudan no Mōkō (映画連動特別編 アミーゴ海賊団の猛攻)          | 29 de novembre de 2009 | 12 de maig de 2013         |
| Per tancar un tracte per formar part de la tripulació del pirata Shiki, els pirates Amigo arriben a l'illa de Kansorn i amenacen de destrossar tot el poble de Blue Petit si no els entreguen el Boss, l'escarabat gegant. Tot i les súpliques de la Yoko, el Boss decideix sacrificar-se per salvar el poble, però en Ruffy li recorda que tenen un deute pendent.                                    |                 | |                        |                            |
| 429 | 8               | Episodi especial relacionat amb la pel·lícula: En Ruffy contra el Largo, comença la batalla! Eiga Rendō Supesharu - Kessen! Rufi VS Rarugo (映画連動特別編 決戦！ルフィVSラルゴ) | 6 de desembre de 2009  | 12 de maig de 2013         |
| Després d'aconseguir fugir de la xarxa del capità Largo, en Ruffy s'enfronta contra aquest pirata que té l'habilitat de la fruita del diable xarxa, xarxa en una batalla definitiva. Mentre en Zoro i en Sanji planten cara a la resta de pirates Amigo, la Nami intenta evacuar tots els habitants de Blue Petit. Aviat també se sabrà qui és el Boss, l'escarabat gegant.                            |                 | |                        |                            |
| 430 | 9               | El Shichibukai empresonat! Jinbe, el cavaller del mar! Toraware no Ōka Shichibukai! Kaikyō no Jinbē (囚われの王下七武海! 海侠のジンベエ)                                         | 13 de desembre de 2009 | 18 de maig de 2013         |
| En Ruffy, amb l'ajuda d'en Buggy, el Pallasso, ha recorregut tota la primera planta d'Impel Down, la presó on hi ha el seu germà Ace, i ha arribat al nivell 2, també anomenat l'infern de les bèsties salvatges. Ara, amb l'ajut d'en Mr3, l'antic agent de la banda Baroque Works, intentaran accedir al nivell 3, l'infern de la fam.                                                               |                 | |                        |                            |
| 431 | 10              | La trampa del carceller Saldeath! Nivell tres, l'infern de la fam! Rōbanchō Sarudesu no Wana - Reberu Surī Kiga Jigoku (牢番長サルデスの罠 LV.3飢餓地獄)                         | 20 de desembre de 2009 | 18 de maig de 2013         |
| En Ruffy, en Buggy, en Mr3 i l'Esfinx aconsegueixen accedir al nivell 3 de la presó d'Impel Down, també conegut com l'infern de la fam, i cauen a la xarxa del carceller Saldeath, cap dels blaugoris. Mentrestant, l'emperadriu Boa Hancock ja està a punt d'arribar a la planta on tenen l'Ace tancat, el germà d'en Ruffy.                                                                          |                 | |                        |                            |
| 432 | 11              | Allibereu el cigne! Trobada amb el Bon Kure! Tokihanatareta Suwan! Saikai! Bon Kurē (解き放たれた白鳥! 再会! ボン・クレー)                                                       | 27 de desembre de 2009 | 19 de maig de 2013         |
| Després que la carcellera d'Impel Down, la Sadi-chan, impedeixi l'entrada a la presó dels soldats de l'Armada, la Hancock comunica a l'Ace que en Ruffy ha vingut a rescatar-lo. Mentrestant, en Buggy i en Mr3 alliberen en Bon Kure de la seva cel·la i, després de desaparèixer, ajuda en Ruffy i li diu que anirà amb ell fins al nivell 5.                                                        |                 | |                        |                            |
| 433 | 12              | L'estratègia del cap Magellan! El barret de palla queda atrapat! Shochō Mazeran Ugoku - Kansei! Mugiwara Hōimō (署長マゼラン動く 完成! 麦わら包囲網)                             | 10 de gener de 2010    | 19 de maig de 2013         |
| Després de desfer-se dels blaugoris al nivell 3 d'Impel Down, en Ruffy i en Bon Kure es troben cara a cara amb el Minotaure, que persegueix Buggy i Mr3. Mentrestant, el cap Magellan, l'home més fort de la presó i cap dels carcellers, convoca totes les forces disponibles al nivell 4 per acollir Ruffy.                                                                                          |                 | |                        |                            |
| 434 | 13              | Totes les forces reunides! La batalla al nivell 4, l'infern roent! Zensenryoku shūketsu! Reberu Fō - Shōnetsu Jigoku no Kessen (全戦力集結！ LV4·焦熱地獄の決戦)                 | 17 de gener de 2010    | 25 de maig de 2013         |
| Un accident inesperat fa que en Ruffy, en Buggy, en Mr3 i en Bon Kure caiguin del nivell 3 al nivell 4 d'Impel Down, l'infern roent on els està esperant el cap Magellan, el carceller en cap de la presó. En Ruffy s'hi enfrontarà amb totes les seves forces, però la particularitat d'aquest home farà que no el pugui ni fregar. Aleshores, en Bon Kure pren una decisió sorprenent.               |                 | |                        |                            |
| 435 | 14              | El poderós Magellan! En Bon Kure fuig! Mazeran Tsuyoshi! Bon Kurē Tekizen Tōbō (マゼラン強し! ボン・クレー敵前逃亡)                                                              | 24 de gener de 2010    | 25 de maig de 2013         |
| Després de la retirada inesperada d'en Bon Kure, els poders d'en Magellan impedeixen que en Ruffy el pugui tocar per lluitar-hi. Però ell diu que, si cal, està disposat a perdre els braços en el combat! Com se'n sortirà, d'aquesta trampa mortal? Està realment disposat a posar en joc la seva vida, per salvar el seu germà Ace? Aviat ho sabrem!                                                |                 | |                        |                            |
| 436 | 15              | Arriba la batalla definitiva! L'atac desesperat d'en Ruffy! Shiyū Kessu! Sutemi no Rufi Saigo no Ichigeki (雌雄決す! 捨て身のルフィ最後の一撃)                                   | 31 de gener de 2010    | 26 de maig de 2013         |
| En Hannyabal acaba capturant en Buggy i en Mr3, però a l'últim moment apareix en Bon Kure per defensar-los. En Ruffy, mentrestant, s'enfronta al temible Magellan i en surt molt malparat, després d'haver absorbit una quantitat de verí que podria posar fi a la seva vida. Segons en Magellan, en Ruffy patirà 24 hores i després anirà a l'infern de veritat.                                      |                 | |                        |                            |
| 437 | 16              | Perquè és el meu amic! El rescat suïcida d'en Bon Kure! Dachi dakara - Bon Kurē Kesshi no Kyūshutsugyō (友達だから ボン・クレー決死の救出行)                                     | 7 de febrer de 2010    | 26 de maig de 2013         |
| Després de l'atac del cap dels carcellers Magellan i el seu verí mortal, en Ruffy acaba tancat en una cel·la del nivell 5 d'Impel Down esperant una mort gairebé segura. Aviat, en Bon Kure, amb un nou pla de rescat pel seu amic, recorrerà tot el nivell 5 buscant el rei dels transvestits Emporio Ivankov enfrontant-se a tota una bandada de llops salvatges.                                    |                 | |                        |                            |
| 438 | 17              | Un paradís dins de l'infern! Impel Down nivell 5.5! Jigoku ni Rakuen! Inperu Daun Reberu Go ten Go (地獄に楽園! インペルダウン LV5.5)                                            | 14 de febrer de 2010   | 1 de juny de 2013          |
| Després d'enfrontar-se a un exèrcit de llops salvatges, en Bon Kure i en Ruffy es desmaien i els rescata del fred un home misteriós que es diu Inazuma, que els trasllada a un lloc sorprenent, el nivell 5.5 d'Impel Down. Allà, l'Emporio Ivankov els dona la benvinguda al paradís secret dels presoners desapareguts, la Nova Transvestilàndia.                                                    |                 | |                        |                            |
| 439 | 18              | Comença el tractament d'en Ruffy! El poder miraculós del rei Iva! Rufi Chiryō Kaishi - Iwa-san Kiseki no Chikara!! (ルフィ治療開始 イワさん奇跡の能力!!)                         | 21 de febrer de 2010   | 1 de juny de 2013          |
| Quan només queden 16 hores per a l'execució pública de l'Ace, en Ruffy lluita tot sol per sobreviure al verí que va absorbir durant el combat contra en Magellan. La cura del rei Iva només té èxit en un percentatge molt petit, gairebé miraculós. En Bon Kure confia en la força i en les ganes de viure del seu amic i continua animant-lo a crits.                                                |                 | |                        |                            |
| 440 | 19              | Has de creure en els miracles! El suport d'en Bon Kure amb tota la seva ànima! Kiseki o Shinjite! Bon Kurē Tamashī no Seien (奇跡を信じて！ボン・クレー魂の声援)                 | 28 de febrer de 2010   | 2 de juny de 2013          |
| Mentre en Buggy i en Mr3 se'n van cap al nivell 4 buscant una sortida de la presó, el rei Iva, el gran Emporio Ivankov, continua amb el tractament d'en Ruffy per salvar-lo del verí d'en Magellan, però li diu que, tot i que es curi, no podrà evitar l'execució del seu germà Ace. Ara només li falta el suport d'en Bon Kure, que encara creu en els miracles.                                     |                 | |                        |                            |
| 441 | 20              | Torna en Ruffy! Comença el pla de fugida del rei Iva! Rufi Fukkatsu! Iwa-san Datsugoku Keikaku Shidō!! (ルフィ復活！イワさん脱獄計画始動！！)                                    | 7 de març de 2010      | 2 de juny de 2013          |
| En Ruffy aconsegueix sobreviure miraculosament gràcies a la cura del rei Iva i es dirigeix tot sol a rescatar el seu germà Ace, que està a punt de ser executat. Aleshores, el gran Emporio Ivankov s'assabenta que en Ruffy és fill d'en Monkey D. Dragon i decideix ajudar-lo. Mentrestant, en Magellan va a buscar l'Ace a la seva cel·la per entregar-lo a l'Armada.                               |                 | |                        |                            |
| 442 | 21              | Comença el trasllat! La batalla al nivell 6! Ēsu gosō kaishi - Saikasō Reberu shikkusu kōbō! (エース護送開始 最下層ＬＶ６の攻防!)                                                | 14 de març de 2010     | 8 de juny de 2013          |
| En Ruffy, l'Ivankov i l'Inazuma arriben al nivell 6, però s'adonen que ja han traslladat l'Ace al Quarter General de l'Armada per a l'execució. L'Ivankov intenta convèncer en Ruffy que s'oblidi de l'Ace, però tot i que s'han quedat tancats al nivell 6, el Barret de Palla està decidit a salvar-lo. Aleshores, en Crocodile i en Jinbe s'uneixen a l'equip.                                      |                 | |                        |                            |
| 443 | 22              | Es forma l'equip definitiu! Impel Down tremola! Saikyō chīmu kessei - Shinkan! Inperu Daun (最強チーム結成 震撼! インペルダウン)                                                 | 21 de març de 2010     | 8 de juny de 2013          |
| L'Ace ja és a la superfície de la presó, on l'espera un comboi de l'Armada per portar-lo al Quarter General. En Ruffy, l'Ivankov, l'Inazuma, en Crocodile i en Jinbe han pogut arribar al nivell 4 amb la intenció d'obrir-se pas cap a l'exterior. Mentrestant, al nivell 2, els presos s'alcen en rebel·lió i Impel Down cau en una confusió total.                                                  |                 | |                        |                            |
| 444 | 23              | Encara més caos! Arriba en Teach, Barbanegra! Saranaru konran! Kurohige Tīchi shūrai! (さらなる混乱! 黒ひげ・ティーチ襲来)                                                       | 28 de març de 2010     | 9 de juny de 2013          |
| Mentre en Buggy i en Mr3 provoquen una rebel·lió dels presos al nivell 2, en Ruffy i companyia intenten arribar com sigui al nivell 3. Després d'assabentar-se de l'atac que estan duent a terme els pirates d'en Barbanegra a la presó d'Impel Down, en Magellan, en contra de la seva voluntat, decideix alliberar en Shiliew perquè els barri el pas.                                               |                 | |                        |                            |
| 445 | 24              | Xoc perillós! En Barbanegra contra en Shiliew de la pluja! Kiken na deai! Kurohige to Ame no Shiryū (危険な出会い！黒ひげと雨のシリュウ)                                         | 4 d'abril de 2010      | 9 de juny de 2013          |
| En Barbanegra i en Shiliew de la pluja es troben al nivell 1 i inicien la batalla mentre en Magellan intenta aturar el motí del nivell 2. Després de superar els blaugoris i l'equip de la Sadi-chan, en Ruffy i companyia continuen avançant per arribar al nivell 3 d'Impel Down. Aviat, però, apareixerà en Hannyabal per barrar-los el pas i ensenyar-los el seu veritable poder.                  |                 | |                        |                            |
| 446 | 25              | Cap preu és massa alt! En Hannyabal es posa seriós! Iji demo taorenu! Honki no Hannyabaru (意地でも倒れぬ！本気のハンニャバル)                                                   | 11 d'abril de 2010     | 15 de juny de 2013         |
| En Ruffy i companyia poden accedir al nivell 3 gràcies a l'ajuda d'en Barbanegra. Més tard, enmig de la confusió de la fugida, el pirata Barbanegra es planta davant d'en Ruffy i li confessa tot cofoi que va ser ell qui va capturar l'Ace per dur-lo a la forca. Incapaç de controlar la seva ràbia, en Ruffy decideix atacar-lo amb totes les seves forces.                                        |                 | |                        |                            |
| 447 | 26              | Pistola jet de ràbia! En Ruffy contra en Barbanegra! Ikari no Jetto Pisutoru - Rufi VS Kurohige (怒りのJETピストル ルフィVS黒ヒゲ)                                               | 18 d'abril de 2010     | 15 de juny de 2013         |
| En Jinbe atura la baralla entre en Ruffy i en Barbanegra convencent el Barret de Palla que, si vol salvar el seu germà Ace, no pot perdre més temps. En Barbanegra, per la seva banda, explica que el seu atac a Impel Down forma part d'un pla a gran escala. En Magellan, abans d'intentar aturar en Ruffy, decideix enverinar en Barbanegra i tots els seus homes.                                  |                 | |                        |                            |
| 448 | 27              | Alto, Magellan! La tècnica esotèrica del rei Iva! Mazeran o tomero! Iwa-san ōgi sakuretsu (マゼランを止めろ！イワさん奥義炸裂)                                                   | 25 d'abril de 2010     | 16 de juny de 2013         |
| En Ruffy i companyia per fi aconsegueixen sortir del nivell 3. Per parar els peus a en Magellan, que s'acosta perillosament, el rei Iva ordena que es tanquin les escales que van al nivell 2 i es queda tot sol al nivell 3 per enfrontar-se al cap dels carcellers amb un atac secret d'explosions. En Magellan, però, sempre té el seu verí!                                                        |                 | |                        |                            |
| 449 | 28              | La jugada d'en Magellan! Un pla de fugida frustrat! Mazeran no kisaku! Habamareta datsugoku sakusen (マゼランの奇策！はばまれた脱獄計画)                                         | 2 de maig de 2010      | 16 de juny de 2013         |
| Després de derrotar el rei Iva i l'Inazuma, en Magellan aconsegueix atrapar tots els fugitius, que ja són al nivell 1. En Ruffy i en Mr3 miraran de parar-li els peus, mentre en Jinbe i els altres ho aprofiten per obrir la porta d'entrada, però en Magellan, que sempre té alguna carta amagada, no els ho posarà gens fàcil. Queden poc menys de 5 hores per a l'execució de l'Ace.               |                 | |                        |                            |
| 450 | 29              | L'equip fugitiu té problemes! L'atac prohibit del dimoni verí! Datsugoku chīmu zettaizetsumei - Kinjite "Benomu Dēmon" (脱獄チーム絶体絶命 禁じ手"毒の巨兵")                     | 9 de maig de 2010      | 16 de juny de 2013         |
| Per fer temps mentre en Jinbe roba un vaixell per poder arribar al Quarter General de l'Armada a temps d'aturar l'execució de l'Ace, en Ruffy continua lluitant a mort contra en Magellan, fins que el cap dels carcellers se sent tan acorralat que decideix posar en marxa una mesura inimaginable: un atac per destruir Impel Down!                                                                 |                 | |                        |                            |
| 451 | 30              | L'últim miracle! Travesseu la porta de la justícia! Okose saigo no kiseki - Seigi no Mon o toppaseyo (起こせ最後の奇跡 正義の門を突破せよ)                                       | 16 de maig de 2010     | 22 de juny de 2013         |
| En Ruffy i companyia per fi han aconseguit fugir d'Impel Down, però l'alegria els ha durat ben poc, perquè s'han quedat atrapats entre la Porta de la Justícia, que està tancada, i l'Armada. Entre l'espasa i la paret, en Bon Kure decideix fer-se passar per en Magellan i ordena que obrin la porta el temps suficient perquè en Ruffy i els altres la puguin travessar.                           |                 | |                        |                            |
| 452 | 31              | Cap al quarter general de l'Armada! A rescatar l'Ace! Mezase Kaigun Honbu - Ēsu kyūshutsu e no funade! (目指せ海軍本部 エース救出への船出!)                                      | 23 de maig de 2010     | 22 de juny de 2013         |
| Després d'acomiadar-se d'en Bon Kure, en Ruffy i els seus amics continuen el viatge, però quan en Buggy i els altres presoners s'assabenten que van rumb al Quarter General de l'Armada per impedir la imminent execució de l'Ace, es disposen a apoderar-se de la nau. De sobte, però, de Marineford arriba un comunicat que deixa tothom glaçat.                                                     |                 | |                        |                            |
| 453 | 32              | Els amics escampats! La previsió de Weatheria i els animals mecànics! Nakama-tachi no yukue - Wezaria ripōto to saibōgu animaru (仲間達の行方 空島リポートと改造動物)            | 30 de maig de 2010     | 22 de juny de 2013         |
| Mentre en Ruffy i companyia continuen avançant cap al Quarter General de l'Armada, tornem una mica enrere en el temps per anar a l'illa del cel Weatheria. La nau que du la Nami a bord navega en direcció a la Grand Line, però ho fa molt a poc a poc. Aconseguirà tornar amb els seus amics? I en Franky, que s'ha transformat en un "gentleman" refinat, podrà tornar a ser com abans?             |                 | |                        |                            |
| 454 | 33              | Els amics escampats! El pollet gegant i l'enfrontament rosa! Nakama-tachi no yukue - Kyochō no hina to Momoiro no taiketsu (仲間達の行方 巨鳥のヒナと桃色の対決)                 | 6 de juny de 2010      | 23 de juny de 2013         |
| En Sanji continua al Regne de Kamabakka, a l'illa Rosa de la Grand Line, on el persegueix una munió d'individus de sexe indeterminat. Després de fugir i refugir anirà a parar davant d'una reina misteriosa amb un vestit vaporós. Mentrestant, darrere d'en Chopper, que és al Regne de Tornino, hi apareixerà un ésser rodanxó enorme.                                                              |                 | |                        |                            |
| 455 | 34              | Els amics escampats! Els revolucionaris i la trampa del bosc per a golafres! Nakama-tachi no yukue - Kakumeigun to bōshoku no mori no wana! (仲間達の行方 革命軍と暴食の森の罠!) | 13 de juny de 2010     | 23 de juny de 2013         |
| Mentre en Ruffy i els seus nous companys continuen avançant cap al Quarter General de l'Armada per evitar l'execució de l'Ace, la Robin és empresonada pels tirans de Tequila Wolf i la petita Soran, malgrat d'estricta vigilància, decideix anar-la a veure sense pensar en el perill que corre. Mentrestant, l'Usopp no pararà d'endrapar en cerca de l'heroi del bosc.                             |                 | |                        |                            |
| 456 | 35              | Els amics escampats! La tomba enorme i el deute de les calces! Nakama-tachi no yukue - Kyodai no hakajirushi to pantsu no on (仲間達の行方 巨大の墓標とパンツの恩)               | 20 de juny de 2010     | 23 de juny de 2013         |
| Mentre en Ruffy i els seus nous amics continuen avançant cap al Quarter General de l'Armada per evitar l'execució de l'Ace, en Zoro, desorientat, vaga amb la Perona per l'illa de Kuraigana buscant els seus companys, però una ombra misteriosa planeja un atac ferotge. Mentrestant, en Brook intenta tornar el favor de les calces a l'illa de Namakura.                                           |                 | |                        |                            |